# طواف فلاندرز 1985
طواف فلاندرز 1985 هو سباق دراجات هوائية أقيم بتاريخ 1985، تكون السباق من 1 مراحل وامتدّ لمسافة 271 كم بسرعة 39.659 كم/س، استغرق السباق 6 ساعة 49 دقيقة 50 ثانية.

## روابط خارجية
- طواف فلاندرز 1985 على موقع إحصائيات الدراجات الإحترافية (الإنجليزية)